# Vila Tiché údolí 124
Vila Tiché údolí 124 (též Lenhartova vila nebo vila Ivana Čížka) je příměstská vila z konce 19. století, situovaná v Roztokách.

## Historie
Vlastnictví vily je doloženo v roce 1896. Jejím majitelem byl Ivan Čížek, společník Pražské ledařské společnosti a majitel a provozovatel hotelu, který byl umístěn vedle vily. Hotel byl zbourán v roce 2000. Vila je od roku 2004 chráněna jako kulturní památka, nicméně od té doby dále chátrá.

## Architektura
Autorem projektu byl architekt Niklíček a návrh vychází z historizujících slohů a alpské lidové architektury. Dům je zděný, jednopatrový a je zasazen ve velké zahradě na jihozápadním konci Tichého údolí. Zahrada byla navržena do podoby anglického parku a obsahovala mimo jiné množství vodních prvků a tenisový kurt. Fasáda domu je kryta omítkou různé hrubosti – nejhrubší je v nárožních bosážích. Průčelí jsou členěna rizality a jednoduchými okny, pouze v uličním průčelí jsou okna sdružená.